# Denticnema morbillosa
Denticnema morbillosa är en skalbaggsart som beskrevs av Hermann Burmeister 1844. Denticnema morbillosa ingår i släktet Denticnema och familjen Melolonthidae. Inga underarter finns listade i Catalogue of Life.